# Градац (община Тутин)
Градац (на сръбски: Градац) е село в Сърбия, разположено в община Тутин, Рашки окръг. Намира се на 1181 метра надморска височина. Населението му според преброяването през 2011 г. е 72 души. При преброяването на населението през 2002 г. има 95 жители, от тях 95 (100,00 %) бошняци.

## Население
Численост на населението според преброяванията през годините:
- 1948 – 152 души
- 1953 – 176 души
- 1961 – 177 души
- 1971 – 184 души
- 1981 – 209 души
- 1991 – 151 души
- 2002 – 95 души
- 2011 – 72 души